# Souilly
Souilly és un municipi francès situat al departament del Mosa i a la regió del Gran Est. L'any 2007 tenia 336 habitants.

## Demografia

### Població
El 2007 la població de fet de Souilly era de 336 persones. Hi havia 129 famílies, de les quals 33 eren unipersonals (12 homes vivint sols i 21 dones vivint soles), 46 parelles sense fills, 46 parelles amb fills i 4 famílies monoparentals amb fills.
La població ha evolucionat segons el següent gràfic:
Habitants censats

### Habitatges
El 2007 hi havia 156 habitatges, 139 eren l'habitatge principal de la família, 3 eren segones residències i 14 estaven desocupats. 137 eren cases i 19 eren apartaments. Dels 139 habitatges principals, 106 estaven ocupats pels seus propietaris, 27 estaven llogats i ocupats pels llogaters i 6 estaven cedits a títol gratuït; 3 tenien dues cambres, 10 en tenien tres, 23 en tenien quatre i 103 en tenien cinc o més. 118 habitatges disposaven pel capbaix d'una plaça de pàrquing. A 62 habitatges hi havia un automòbil i a 59 n'hi havia dos o més.

### Piràmide de població
La piràmide de població per edats i sexe el 2009 era:
| Homes | Edats   | Dones |
| ----- | ------- | ----- |
| 0     | 95 o +  | 0     |
| 4     | 90 a 94 | 0     |
| 0     | 85 a 89 | 0     |
| 0     | 80 a 84 | 4     |
| 4     | 75 a 79 | 16    |
| 4     | 70 a 74 | 4     |
| 12    | 65 a 69 | 8     |
| 12    | 60 a 64 | 16    |
| 0     | 55 a 59 | 8     |
| 24    | 50 a 54 | 0     |
| 24    | 45 a 49 | 20    |
| 0     | 40 a 44 | 16    |
| 12    | 35 a 39 | 8     |
| 12    | 30 a 34 | 8     |
| 0     | 25 a 29 | 0     |
| 8     | 20 a 24 | 0     |
| 16    | 15 a 19 | 8     |
| 8     | 10 a 14 | 16    |
| 0     | 5 a 9   | 12    |
| 4     | 0 a 4   | 12    |

## Economia
El 2007 la població en edat de treballar era de 209 persones, 158 eren actives i 51 eren inactives. De les 158 persones actives 149 estaven ocupades (84 homes i 65 dones) i 9 estaven aturades (3 homes i 6 dones). De les 51 persones inactives 18 estaven jubilades, 10 estaven estudiant i 23 estaven classificades com a «altres inactius».

### Ingressos
El 2009 a Souilly hi havia 148 unitats fiscals que integraven 355,5 persones, la mediana anual d'ingressos fiscals per persona era de 17.846 €.

### Activitats econòmiques
Dels 18 establiments que hi havia el 2007, 3 eren d'empreses extractives, 1 d'una empresa alimentària, 1 d'una empresa de fabricació d'altres productes industrials, 2 d'empreses de construcció, 5 d'empreses de comerç i reparació d'automòbils, 2 d'empreses de transport, 2 d'empreses de serveis i 2 d'entitats de l'administració pública.
Dels 6 establiments de servei als particulars que hi havia el 2009, 1 era una oficina d'administració d'Hisenda pública, 1 gendarmeria, 1 oficina de correu, 1 fusteria, 1 electricista i 1 veterinari.
Dels 2 establiments comercials que hi havia el 2009, 1 era una gran superfície de material de bricolatge i 1 una botiga de menys de 120 m².
L'any 2000 a Souilly hi havia 4 explotacions agrícoles que ocupaven un total de 772 hectàrees.

## Equipaments sanitaris i escolars
L'únic equipament sanitari que hi havia el 2009 era una farmàcia.
El 2009 hi havia una escola elemental.

## Poblacions més properes
El següent diagrama mostra les poblacions més properes.